# Maurice Stokes
Pour les articles homonymes, voir Stokes.
Maurice Stokes est un joueur de basket-ball, évoluant au poste d'intérieur, de 2,01 mètres né le 17 juin 1933 à Rankin en Pennsylvanie. Il est l’un des tout premiers joueurs de l’histoire à combiner une grande rapidité avec une puissance et une taille imposante. Choisi par les Rochester Royals, il a un impact immédiat dans l’équipe puisqu’il en est le meilleur marqueur, rebondeur et passeur.

## Biographie
Meilleur débutant en 1956 et meilleur rebondeur de la ligue en 1957, il participe à trois NBA All-Star Game de suite (1956, 1957, 1958). 
Le 12 mars 1958, lors du dernier match de la saison régulière 1957-1958 de la NBA, à la suite d'un contact, Stokes se cogne la tête en tombant sur le terrain. Il est réanimé grâce à des sels odorants et retourne sur le parquet. Trois jours plus tard, après avoir enregistré 12 points et 15 rebonds lors d'un match de barrage d'ouverture contre les Detroit Pistons, il tombe malade pendant le vol de retour de l'équipe à Cincinnati. Stokes est ensuite victime d'une crise d'épilepsie et en reste paralysé. On lui diagnostique une encéphalopathie post-traumatique, une lésion cérébrale qui a endommagé son centre de contrôle moteur.
Pendant les années qui suivent, Stokes est soutenu et soigné par son ami et coéquipier de toujours, Jack Twyman, qui devient son tuteur légal. Bien que paralysé en permanence, Stokes était mentalement alerte et communiquait en clignant des yeux. Il adopte un régime de thérapie physique épuisant, ce qui lui permet de récupérer de légères fonctions motrices, ainsi qu’une capacité d'élocution limitée. L'état de Stokes se détériore tout au long des années 1960 et il est transféré plus tard à l'hôpital Good Samaritan de Cincinnati, où Twyman lui rend visite régulièrement.
Twyman organisa également le NBA's Maurice Stokes Memorial Basketball game, qui s'était tenu au Kutsher's Country Club à Monticello, New York, afin de récolter des fonds pour aider d'anciens joueurs en difficulté - d'abord pour prendre soin de Stokes et après sa mort, pour d'autres joueurs. La collecte de fonds se fait ensuite lors d'un tournoi de golf auquel participe des joueurs NBA, ce tournoi remplaçant le match de basket-ball.
Il meurt 6 avril 1970 d'une crise cardiaque, et son destin inspire le film Maurie (1973) de Daniel Mann, où il est incarné par Bernie Casey.
Il a été introduit au Hall of Fame en septembre 2004.
En mémoire de la relation entre les deux hommes, la NBA créa en 2013 le Twyman-Stokes Teammate of the Year Award, trophée récompensant le meilleur coéquipier de la ligue.

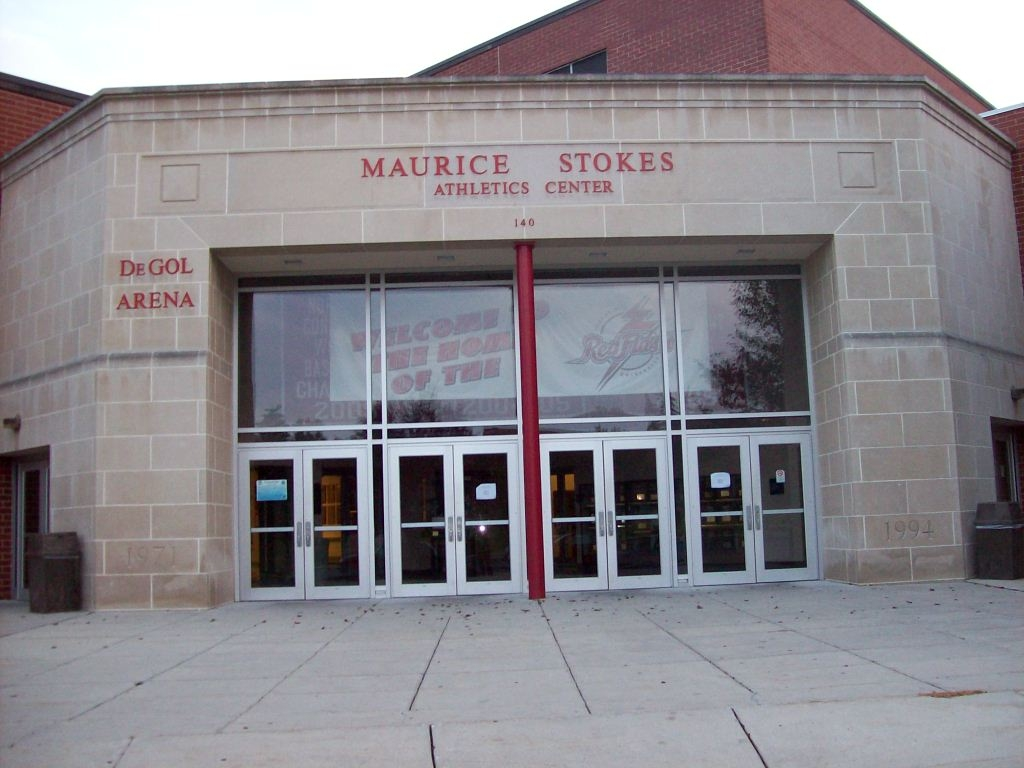
The Stokes Athletics Center.

La Saint Francis University honore son ancien élève en donnant le nom de Stokes Athletics Center à son centre athlétique.